# Dennis Bevington
Dennis Bevington (né le 27 mars 1953) est un homme politique canadien. 

## Biographie
Il fut député à la Chambre des communes du Canada, représentant l'unique circonscription des Territoires du Nord-Ouest (Western Arctic) sous la bannière du Nouveau Parti démocratique. Élu en 2006, il réussit à déloger l'ancienne ministre libérale Ethel Blondin-Andrew qui était député depuis 1988.
Il a été défait lors des Élections fédérales canadiennes de 2015 par le libéral Michael McLeod.